# Austin Briggs
Pour les articles homonymes, voir Briggs.
Austin Briggs (Humboldt, 8 septembre 1908 - Paris 5e, 10 octobre 1973) est un auteur de bande dessinée et illustrateur américain, surtout connu pour avoir collaboré sur les comic strips d'Alex Raymond Flash Gordon et  Agent Secret X-9 de 1936 à 1948.
Illustrateur actif dès la fin des années 1920, Briggs a réalisé anonymement Agent Secret X-9 de 1938 à 1940, les bandes quotidiennes de Flash Gordon de mai 1940 à mai 1944 et les pages dominicales de Flash Gordon de 1944 à 1948. Il s'est ensuite consacré à l'illustration.